# Descrição da Viagem à Mussumba do Muatiânvua
Descrição da Viagem à Mussumba do Muatiânvua é um livro escrito por Henrique Augusto Dias de Carvalho e lançado em 1892. A importância do livro dá-se pela documentação pioneira da região percorrida pela expedição.
A obra baseia-se em fatos e impressões da uma expedição, saída de Luanda, com destino a Lunda. Compõe-se de oito volumes, dos quais quatro são um relato detalhado da viagem. Há ainda um tomo sobre a história de Lunda, além de um sobre o idioma do reino africano e sobre o clima de Angola. O oitavo livro foi escrito pelo subchefe da expedição, o farmacêutico Sisenando Marques, e trata da vegetação local.

## Contexto
A expedição e o relato que dela se origina foram realizados num período de tensão bélica entre portugueses e belgas, que disputavam a influência e o controle da África centro-oriental.
A expedição de Dias de Carvalho foi promovida pelas autoridades de Portugal e contou com o apoio da Sociedade de Geografia de Lisboa. Saiu de Luanda em 31 de maio de 1884. Considera-se finalizada a atuação dos expedicionários em 11 de maio de 1888, quando estes chegam a Lisboa.

## Relevância
Apesar de produzido num contexto de disputa colonial, a série de livros de Dias de Carvalho contribuiu para desmistificar as culturas locais, especialmente ao descrever detalhadamente variações sociais e idiomáticas. Com isso, o trabalho é reconhecido como "o primeiro registro sistemático de Lunda".
O livro traz também ilustrações da vida e produção em Lunda, que permitem a exploração visual da cultura local à época. Também são destacadas as interações entre a população local e os expedicionários, em especial em situações de trocas de presentes.

## Organização
Os primeiros quatro volumes correspondem a relatos sobre trajetos específicos da expedição. O primeiro volume intitula-se "De Loanda ao Cuango", seguido por "Do Cuango ao Chipaca" e "Do Chipaca ao Luembe". O quarto tomo descritivo é "Do Luembe ao Calanhi e regresso a Lisboa".